# El Cerro de Andévalo

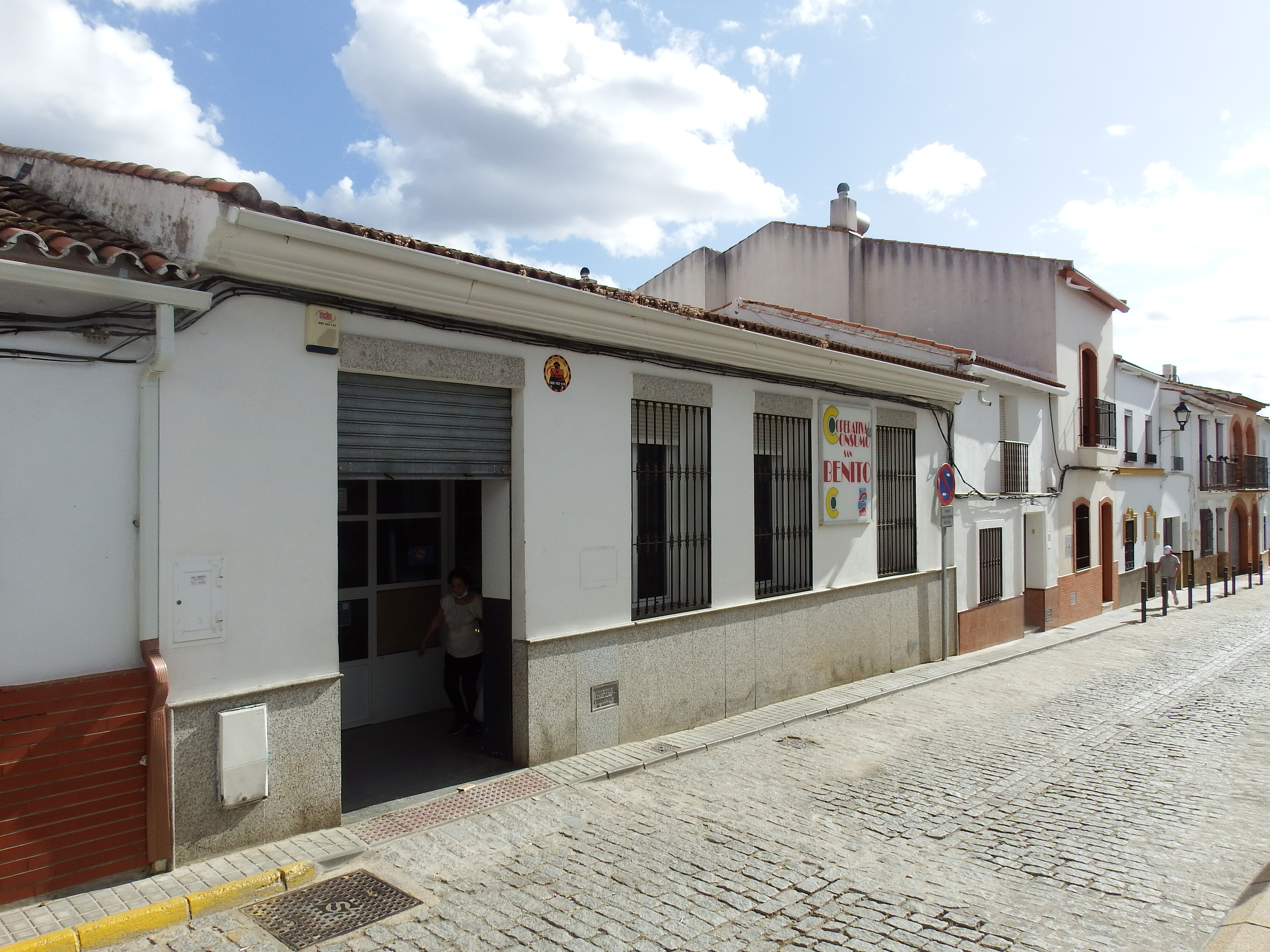

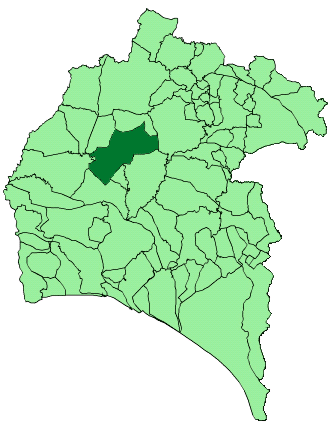
Bản đồ của El Cerro de Andévalo, Huelva

El Cerro de Andévalo là một thị trấn và đô thị ở tỉnh Huelva, Tây Ban Nha. Theo điều tra dân số năm 2005, đô thị này có dân số 2.636 người. Diện tích của thị trấn này là 287 km², mật độ dân số 9,2 người/km². Thị trấn này nằm trên khu vực có độ cao 296m trên mực nước biển và cách tỉnh lỵ Huelva 80 km.